# 官方译名
官方译名，可以指某个国家或地区的有关机构为该国家或地区制定的译名或或译名标准，以便将非本国家或地区官方语言的人名、地名等翻译成用官方语言写成的统一标准。以中文为例，一些地区如中国大陆、马来西亚等有专门的官方机构和官方标准，而另一些地区如台湾、香港则主要靠约定俗成。
对于公司、组织或作品等来说，官方译名亦可以指原作者、机构，或者（对于作品而言）其他持有该作品版權的公司、組織或其法定分支機構所訂定及公佈的譯名；例如日本索尼公司自2009年以来在各中文地区的官方译名统一为“索尼”，而之前在中国大陆以外的中文地区其官方译名则为“新力”。此外，亦有外国官方机构为方便某个国家或地区，为当地语言制订官方译名的情况，例如为当地官员编写该外国某些政治人物的官方译名列表等。
与官方译名相对的是非官方译名，通常为民间译名。